# Esteban Moctezuma

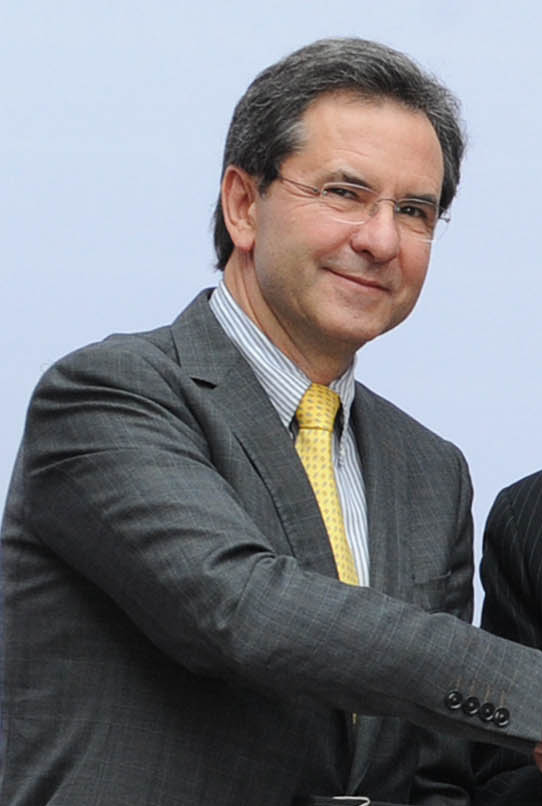
Esteban Moctezuma (2015)

Esteban Moctezuma Barragán (* 21. Oktober 1954 in Mexiko-Stadt) ist ein mexikanischer Politiker der Partido Revolucionario Institucional (PRI) sowie später der Movimiento Regeneración Nacional (MORENA), der unter anderem zwischen 1994 und 1995 Innenminister (Secretario de Gobernación), von 1998 bis 1999 Minister für soziale Entwicklung (Secretario de Desarrollo Social) sowie zwischen 2018 und 2021 Minister für öffentliche Bildung (Secretario de Educación Pública) war. Er fungierte zudem 1994 sowie erneut von 1999 bis 2001 als Generalsekretär der PRI und zwischen 1998 und 1999 als Senator. Seit 2021 ist er Botschafter in den Vereinigten Staaten.

## Leben
Esteban Moctezuma Barragán war ein Urururenkel von Miguel Barragán, von 1835 bis 1836 Präsident Mexikos, sowie Enkel von General Juan Barragán Rodríguez, zwischen 1917 und 1919 Gouverneur des Bundesstaates San Luis Potosí sowie von 1964 bis 1974 Vorsitzender der Partido Auténtico de la Revolución Mexicana (PARM). Er hat acht Brüder, darunter Javier Moctezuma Barragán, der zwischen 2003 und 2005 Botschafter beim Heiligen Stuhl war. Nach dem Schulbesuch am Instituto México absolvierte er ein Studium der Wirtschaftswissenschaften an der Nationalen Autonomen Universität von Mexiko (UNAM) sowie ein Studium im Fach Wirtschaftspolitik an der University of Cambridge, welches er mit einem Master beendete. Er trat bereits während des Studiums 1973 als Neunzehnjähriger der Partido Revolucionario Institucional (PRI) als Mitglied bei und war als Journalist bei der Tageszeitung El Universal tätig.
Während der Amtszeit von Präsident Ernesto Zedillo Ponce de León war Moctezuma zwischen dem 1. Dezember 1994 und seiner Ablösung durch Emilio Chuayffet am 28. Juni 1995 Innenminister (Secretario de Gobernación). Zugleich fungierte er als Nachfolger von José Francisco Ruiz Massieu von Dezember 1994 bis zu seiner Ablösung durch Pedro Joaquín Coldwell im Juni 1995 auch erstmals als Generalsekretär der PRI. Am 30. Oktober 1997 wurde er auf der Liste der PRI Mitglied des Senats (Senado de México), des Oberhauses des Kongresses der Union (Congreso General de los Estados Unidos Mexicanos), dem er bis zum 14. Januar 1998 angehörte. Am 13. Mai 1998 wurde er von Präsident Zedillo als Nachfolger von Carlos Rojas Gutiérrez zum Minister für soziale Entwicklung (Secretario de Desarrollo Social) ernannt. Dieses Ministeramt übte er bis zum 4. August 1999 aus und wurde daraufhin von Carlos Jarque abgelöst. 2002 trat er aus der PRI aus und wechselte in die Privatwirtschaft, wo er Präsident der zur Grupo Salinas gehörenden Fundación Azteca wurde.
Esteban Moctezuma, der 2018 der als Mitglied der Movimiento Regeneración Nacional (MORENA) beigetreten war, wurde am 1. Dezember 2018 von Präsident Andrés Manuel López Obrador als Minister für öffentliche Bildung (Secretario de Educación Pública) in dessen Kabinett berufen. Er hatte dieses Ministeramt bis zum 15. Februar 2021 inne, woraufhin von Delfina Gómez Álvarez abgelöst. Er selbst wurde daraufhin am 16. Februar 2021 zum Botschafter in den Vereinigten Staaten ernannt, wo er Martha Bárcena ablöste.